# Jan Nepomucen Chojecki
Jan Nepomucen Chojecki herbu Lubicz (ur. w 1748, zm. w 1817) – polski szlachcic, sędzia pograniczny bracławski, wojski większy kijowski, poseł na Sejm Czteroletni z województwa kijowskiego, jeden z najgorętszych zwolenników Konstytucji 3 maja, marszałek machnowiecki, potem wasylkowski, kawaler Orderu Orła Białego i Orderu Świętego Stanisława.

## Życiorys
Uczył się w szkole jezuickiej w Żytomierzu. W 1782 roku został sędzią pogranicznym w Bracławiu, w 1785 roku – wojskim większym kijowskim. Posłował na Sejm Czteroletni (1790–1792) z województwa kijowskiego. W 1804 roku został wybrany marszałkiem machnowieckim i pozostawał na tym stanowisku przez 12 lat. 

## Życie rodzinne
Był najmłodszym synem Franciszka, chorążego kijowskiego, i Katarzyny Przyłuskiej h. Lubicz. Jego brat Hilary Chojecki był m.in. podwojewodzim kijowskim i pierwszym marszałkiem żytomierskim.
Ożenił się Katarzyną Boreyko h. Borejko, siostrą Wacława Boreyki. Mieli co najmniej 10 dzieci, byli to: Helena, Klara, Dionizy, Tadeusz, Władysław, Barbara, Cecylia, Bogumiła, Piotr i Feliks. Synem Klary był Eustachy Iwanowski, a synem Heleny był Wacław Rulikowski, którego córką była z kolei Eliza Rulikowska.